# Bulbophyllum farreri
Bulbophyllum farreri är en orkidéart som först beskrevs av William Wright Smith, och fick sitt nu gällande namn av Gunnar Seidenfaden. Bulbophyllum farreri ingår i släktet Bulbophyllum och familjen orkidéer. Inga underarter finns listade i Catalogue of Life.